# F (маршрут метро, Нью-Йорк)
F Sixth Avenue Local — два маршрута Нью-Йоркского метрополитена, проходящие в Куинсе, Манхэттене и Бруклине: обычный (обозначаемый буквой в кружочке) и его экспресс-вариант (идущий экспрессом часть пути в Бруклине и обозначаемый буквой в поставленном на угол квадратике). Маршруты проходят по линиям Куинс-бульвара, Ай-эн-ди, 63-й улицы, Ай-эн-ди, Шестой авеню, Ай-эн-ди, и Калвер, Ай-эн-ди. На картах, станциях, вагонах и т. д. они обозначаются оранжевым цветом, поскольку проходят по линии Шестой авеню.
Обычный маршрут F работает круглосуточно от станции Jamaica-179th Street в Куинсе до Coney Island-Stillwell Avenue в Бруклине, будучи локальным везде, кроме участка в Куинсе между Forest Hills-71st Avenue и 21st Street-Queensbridge. В будни, в часы пик в пиковом направлении, работает также и экспресс-вариант данного маршрута <F>, поезда которого следуют экспрессом на участке между Jay Street–MetroTech и Church Avenue, останавливаясь на Seventh Avenue, причём их южной конечной станцией является Kings Highway. 
F — один из четырёх маршрутов, которые работают экспрессом круглые сутки (другие D, Q и 3).

## История
| 1967—1979 |

- F начал работать 15 декабря 1940 между станциями Parsons Boulevard и Church Avenue, через Queens Boulevard, Sixth Avenue, и IND Culver Lines. Поезда этого маршрута были экспрессом в Куинсе и останавливались на всех станциях в Манхэттене и Бруклине.
- В годы Второй мировой войны поезда ходили по вечерам, ночью и воскресным утрам до станции 169th Street.
- 11 декабря 1950 движение было продлено до станции 179th Street по вечерам, ночью и воскресным утрам. Спустя несколько лет движение до этой станции было открыто на постоянной основе.
- 30 октября 1954 было построено соединение между IND Culver Line и BMT Culver Line. В часы пик поезда F едут до Broadway-Lafayette Street чтобы поезда маршрута D могли ехать в Бруклин через Rutgers Street Tunnel. 28 июня 1956 движение было продлено до Lower East Side-2nd Avenue.
- С 6 октября 1957 поезда шли до 34th Street-Herald Square по вечерам, ночью и в выходные.
- С 10 ноября 1958 поезда шли до Broadway-Lafayette Street по будням, так как строилось соединение Кристи-стрит.
- С 9 июля 1967 поезда больше не ходили в качестве экспресса между Jamaica-179th Street и 71st-Continental Avenues.
- 26 ноября 1967, было построено соединение Кристи-стрит и поезда D были перенаправлены по нему, по северной части Манхэттенского моста, и по BMT Brighton Line в Бруклин. F заменил его на BMT Culver Line. Здесь в часы был организован экспресс между Jay Street-Borough Hall и Kings Highway, который был отменён в 1980е из-за ремонта путей.
- 24 мая 1987 у N и R поменялись конечные в Куинсе. По плану, поезда F ночью стали идти до 57th Street.
- 30 сентября 1990 конечная R была перенесена с Jamaica-179th Street на Forest Hills-71st Avenue, отдав часть путей маршруту F.
- В конце этого года ночное движение было продлено до 21st Street-Queensbridge, заменив челнок Q.
- В мае 1997 было отменено движение поездов маршрута F по IND 63rd Street Line по ночам, заменив его челноком до 63rd Street Shuttle. Поезда линии F теперь стали ездить со всеми остановками до 179th Street.
- 16 декабря 2001 открылась станция 63rd Street Connection, соединив IND 63rd Street Line с IND Queens Boulevard Line. Поезда маршрута V заменили экспресс F в тяжело-загруженном 53rd Street Tunnel между Манхэттеном и Куинсом, в то время как F перенаправили к 63rd Street Tunnel. F стал круглосуточным экспрессом в Куинсе между станцией 71st Avenue и 21st Street-Queensbridge.
- 8 сентября 2002 была закрыта на реконструкцию Coney Island-Stillwell Avenue. Поезда маршрута F начали ездить до Avenue X, а поезда, ездившие до Stillwell Avenue были заменены автобусом. Поезда вернулись на Stillwell Avenue 23 мая 2004 после завершения строительных работ.
- С сентября 2019 года пущен вариант маршрута F, идущий экспрессом часть пути по линии Калвер. По этому варианту в пиковом направлении идут два поезда в утренние часы пик и два — в вечерние.[1]

## Маршрут
Используемые пути в зависимости от дня недели и времени суток
| От станции включительно  | До станции включительно      | F              | <F>                                          | <F>             |
| От станции включительно  | До станции включительно      | Круглосуточно  | Часы пик                                     | Остальное время |
| ------------------------ | ---------------------------- | -------------- | -------------------------------------------- | --------------- |
| Джамейка — 179-я улица   | 75-я авеню                   | локальные пути | локальные пути; только в пиковом направлении | —               |
| Форест-Хилс — 71-я авеню | 36-я улица                   | экспресс-пути  | экспресс-путь; только в пиковом направлении  | —               |
| 21-я улица — Куинсбридж  | Джей-стрит — Метротек        | локальные пути | локальные пути; только в пиковом направлении | —               |
| Берген-стрит             | Черч-авеню                   | локальные пути | экспресс-путь; только в пиковом направлении  | —               |
| Дитмас-авеню             | Кони-Айленд — Стилуэлл-авеню | локальные пути | локальные пути; только в пиковом направлении | —               |

Схема маршрута
| Условные обозначения |
| для дней и часов работы маршрутов (более точно указано во всплывающих подсказках при этих обозначениях): |
| --- |
| круглосуточно круглосуточно, кроме ночи круглосуточно, кроме будней днём (либо часов пик) в пиковом направлении в будни днём (и, возможно, вечером) в будни круглосуточно в часы пик в будни днём (либо в часы пик) в пиковом направлении в будни днём (либо в часы пик) в направлении, обратном пиковому в выходные ночью ночью и в выходные (и, возможно, вечером) нет движения поездов |

|  |

| E — часть рейсов в часы пик в пиковом направлении · E — часть рейсов в часы пик в пиковом направлении · <F> — в часы пик в пиковом направлении · <F> — в часы пик в пиковом направлении |

| E — часть рейсов в часы пик в пиковом направлении · E — часть рейсов в часы пик в пиковом направлении · F — в часы пик · F — в часы пик |

|  |

| <F> — в часы пик в пиковом направлении · <F> — в часы пик в пиковом направлении |

| F — в часы пик · F — в часы пик |

|  |

| E — часть рейсов в часы пик в пиковом направлении · E — часть рейсов в часы пик в пиковом направлении · <F> — в часы пик в пиковом направлении · <F> — в часы пик в пиковом направлении |

| E — часть рейсов в часы пик в пиковом направлении · E — часть рейсов в часы пик в пиковом направлении · F — в часы пик · F — в часы пик |

|  |

| <F> — в часы пик в пиковом направлении · <F> — в часы пик в пиковом направлении |

| F — в часы пик · F — в часы пик |

|  |

| E — вечером, ночью и в выходные · E — вечером, ночью и в выходные · <F> — в часы пик в пиковом направлении · <F> — в часы пик в пиковом направлении |

| F — в часы пик · F — в часы пик |

|  |

| E — круглосуточно · E — круглосуточно · <F> — в часы пик в пиковом направлении · <F> — в часы пик в пиковом направлении |

| E — в часы пик · E — в часы пик · F — в часы пик · F — в часы пик |

|  |

| E — вечером, ночью и в выходные · E — вечером, ночью и в выходные · <F> — в часы пик в пиковом направлении · <F> — в часы пик в пиковом направлении |

| F — в часы пик · F — в часы пик |

|  |

| E — круглосуточно · E — круглосуточно · <F> — в часы пик в пиковом направлении · <F> — в часы пик в пиковом направлении · M — в будни днём и вечером · M — в будни днём и вечером · R — круглосуточно, кроме ночи · R — круглосуточно, кроме ночи |

| E — в часы пик · E — в часы пик · F — в часы пик · F — в часы пик · M — в часы пик · M — в часы пик · R — в часы пик · R — в часы пик |

|  |

|  |

|  |

|  |

|  |

|  |
|  |
|  |

| E — круглосуточно · E — круглосуточно · <F> — в часы пик в пиковом направлении · <F> — в часы пик в пиковом направлении · M — в будни днём и вечером · M — в будни днём и вечером · R — круглосуточно, кроме ночи · R — круглосуточно, кроме ночи | на той же станции    |
| 7 — круглосуточно · 7 — круглосуточно | 74-я улица — Бродвей |

| E — в часы пик · E — в часы пик · F — в часы пик · F — в часы пик · M — в часы пик · M — в часы пик · R — в часы пик · R — в часы пик | на той же станции    |
| 7 — в часы пик · 7 — в часы пик | 74-я улица — Бродвей |

|  |

|  |

|  |

|  |

|  |

|  |

| <F> — в часы пик в пиковом направлении · <F> — в часы пик в пиковом направлении |

| F — в часы пик · F — в часы пик |

|  |
|  |
|  |

| <F> — в часы пик в пиковом направлении · <F> — в часы пик в пиковом направлении |
| Канатная дорога острова Рузвельт                                                |

| F — в часы пик · F — в часы пик  |
| Канатная дорога острова Рузвельт |

|  |
|  |
|  |

| <F> — в часы пик в пиковом направлении · <F> — в часы пик в пиковом направлении · N — часть рейсов в часы пик в пиковом направлении · N — часть рейсов в часы пик в пиковом направлении · Q — круглосуточно · Q — круглосуточно     | на той же станции             |
| 4 — круглосуточно · 4 — круглосуточно · 5 — круглосуточно, кроме ночи · 5 — круглосуточно, кроме ночи · 6 — круглосуточно · 6 — круглосуточно · <6> — в будни днём в пиковом направлении · <6> — в будни днём в пиковом направлении | 59-я улица                    |
| N — круглосуточно · N — круглосуточно · R — круглосуточно, кроме ночи · R — круглосуточно, кроме ночи · W — в будни днём и вечером до 23:00 · W — в будни днём и вечером до 23:00                                                   | Лексингтон-авеню — 59-я улица |

| F — в часы пик · F — в часы пик · N — часть рейсов в часы пик в пиковом направлении · N — часть рейсов в часы пик в пиковом направлении · Q — в часы пик · Q — в часы пик             | на той же станции             |
| 4 — в часы пик · 4 — в часы пик · 5 — в часы пик · 5 — в часы пик · 6 — в часы пик · 6 — в часы пик · <6> — в часы пик в пиковом направлении · <6> — в часы пик в пиковом направлении | 59-я улица                    |
| N — в часы пик · N — в часы пик · R — в часы пик · R — в часы пик · W — в часы пик · W — в часы пик                                                                                   | Лексингтон-авеню — 59-я улица |

|  |

| <F> — в часы пик в пиковом направлении · <F> — в часы пик в пиковом направлении |

| F — в часы пик · F — в часы пик |

|  |

| B — в будни днём и вечером до 23:00 · B — в будни днём и вечером до 23:00 · D — круглосуточно · D — круглосуточно · <F> — в часы пик в пиковом направлении · <F> — в часы пик в пиковом направлении · M — в будни днём и вечером · M — в будни днём и вечером |

| B — в часы пик · B — в часы пик · D — в часы пик · D — в часы пик · F — в часы пик · F — в часы пик · M — в часы пик · M — в часы пик |

|  |
|  |
|  |
|  |
|  |
|  |
|  |

| B — в будни днём и вечером до 23:00 · B — в будни днём и вечером до 23:00 · D — круглосуточно · D — круглосуточно · <F> — в часы пик в пиковом направлении · <F> — в часы пик в пиковом направлении · M — в будни днём и вечером · M — в будни днём и вечером | на той же станции                            |
| 7 — круглосуточно · 7 — круглосуточно · <7> — в часы пик в пиковом направлении · <7> — в часы пик в пиковом направлении | Пятая авеню                                  |
| 1 — круглосуточно · 1 — круглосуточно · 2 — круглосуточно · 2 — круглосуточно · 3 — круглосуточно · 3 — круглосуточно | Таймс-сквер — 42-я улица                     |
| 7 — круглосуточно · 7 — круглосуточно · <7> — в часы пик в пиковом направлении · <7> — в часы пик в пиковом направлении | Таймс-сквер                                  |
| A — круглосуточно · A — круглосуточно · C — круглосуточно, кроме ночи · C — круглосуточно, кроме ночи · E — круглосуточно · E — круглосуточно | 42-я улица — Автовокзал Портового управления |
| N — круглосуточно · N — круглосуточно · Q — круглосуточно · Q — круглосуточно · R — круглосуточно, кроме ночи · R — круглосуточно, кроме ночи · W — в будни днём и вечером до 23:00 · W — в будни днём и вечером до 23:00                                     | Таймс-сквер — 42-я улица                     |
| S (челнок 42-й улицы) — круглосуточно, кроме ночи · S (челнок 42-й улицы) — круглосуточно, кроме ночи | Таймс-сквер                                  |

| B — в часы пик · B — в часы пик · D — в часы пик · D — в часы пик · F — в часы пик · F — в часы пик · M — в часы пик · M — в часы пик | на той же станции                            |
| 7 — в часы пик · 7 — в часы пик · <7> — в часы пик в пиковом направлении · <7> — в часы пик в пиковом направлении                     | Пятая авеню                                  |
| 1 — в часы пик · 1 — в часы пик · 2 — в часы пик · 2 — в часы пик · 3 — в часы пик · 3 — в часы пик                                   | Таймс-сквер — 42-я улица                     |
| 7 — в часы пик · 7 — в часы пик · <7> — в часы пик в пиковом направлении · <7> — в часы пик в пиковом направлении                     | Таймс-сквер                                  |
| A — в часы пик · A — в часы пик · C — в часы пик · C — в часы пик · E — в часы пик · E — в часы пик                                   | 42-я улица — Автовокзал Портового управления |
| N — в часы пик · N — в часы пик · Q — в часы пик · Q — в часы пик · R — в часы пик · R — в часы пик · W — в часы пик · W — в часы пик | Таймс-сквер — 42-я улица                     |
| S (челнок 42-й улицы) — в часы пик · S (челнок 42-й улицы) — в часы пик                                                               | Таймс-сквер                                  |

|  |
|  |
|  |

| B — в будни днём и вечером до 23:00 · B — в будни днём и вечером до 23:00 · D — круглосуточно · D — круглосуточно · <F> — в часы пик в пиковом направлении · <F> — в часы пик в пиковом направлении · M — в будни днём и вечером · M — в будни днём и вечером | на той же станции          |
| N — круглосуточно · N — круглосуточно · Q — круглосуточно · Q — круглосуточно · R — круглосуточно, кроме ночи · R — круглосуточно, кроме ночи · W — в будни днём и вечером до 23:00 · W — в будни днём и вечером до 23:00                                     | 34-я улица — Геральд-сквер |
| 33-я улица (PATH)[англ.] |                            |

| B — в часы пик · B — в часы пик · D — в часы пик · D — в часы пик · F — в часы пик · F — в часы пик · M — в часы пик · M — в часы пик | на той же станции          |
| N — в часы пик · N — в часы пик · Q — в часы пик · Q — в часы пик · R — в часы пик · R — в часы пик · W — в часы пик · W — в часы пик | 34-я улица — Геральд-сквер |
| 33-я улица (PATH)[англ.] |                            |

|  |
|  |
|  |

| <F> — в часы пик в пиковом направлении · <F> — в часы пик в пиковом направлении · M — в будни днём и вечером · M — в будни днём и вечером |
| 23-я улица (PATH)[англ.] |

| F — в часы пик · F — в часы пик · M — в часы пик · M — в часы пик |
| 23-я улица (PATH)[англ.]                                          |

|  |
|  |
|  |
|  |
|  |

| <F> — в часы пик в пиковом направлении · <F> — в часы пик в пиковом направлении · M — в будни днём и вечером · M — в будни днём и вечером     | на той же станции |
| 1 — круглосуточно · 1 — круглосуточно · 2 — круглосуточно · 2 — круглосуточно · 3 — круглосуточно, кроме ночи · 3 — круглосуточно, кроме ночи | 14-я улица        |
| L — круглосуточно · L — круглосуточно | Шестая авеню      |
| 14-я улица (PATH)[англ.] |                   |

| F — в часы пик · F — в часы пик · M — в часы пик · M — в часы пик                                   | на той же станции |
| 1 — в часы пик · 1 — в часы пик · 2 — в часы пик · 2 — в часы пик · 3 — в часы пик · 3 — в часы пик | 14-я улица        |
| L — в часы пик · L — в часы пик                                                                     | Шестая авеню      |
| 14-я улица (PATH)[англ.]                                                                            |                   |

|  |
|  |
|  |

| A — круглосуточно · A — круглосуточно · B — в будни днём и вечером до 23:00 · B — в будни днём и вечером до 23:00 · C — круглосуточно, кроме ночи · C — круглосуточно, кроме ночи · D — круглосуточно · D — круглосуточно · E — круглосуточно · E — круглосуточно · <F> — в часы пик в пиковом направлении · <F> — в часы пик в пиковом направлении · M — в будни днём и вечером · M — в будни днём и вечером |
| Девятая улица (PATH)[англ.] |

| A — в часы пик · A — в часы пик · B — в часы пик · B — в часы пик · C — в часы пик · C — в часы пик · D — в часы пик · D — в часы пик · E — в часы пик · E — в часы пик · F — в часы пик · F — в часы пик · M — в часы пик · M — в часы пик |
| Девятая улица (PATH)[англ.] |

|  |
|  |
|  |

| B — в будни днём и вечером до 23:00 · B — в будни днём и вечером до 23:00 · D — круглосуточно · D — круглосуточно · <F> — в часы пик в пиковом направлении · <F> — в часы пик в пиковом направлении · M — в будни днём и вечером · M — в будни днём и вечером | на той же станции |
| 4 — ночью · 4 — ночью · 6 — круглосуточно · 6 — круглосуточно · <6> — в будни днём в пиковом направлении · <6> — в будни днём в пиковом направлении | Бликер-стрит      |

| B — в часы пик · B — в часы пик · D — в часы пик · D — в часы пик · F — в часы пик · F — в часы пик · M — в часы пик · M — в часы пик | на той же станции |
| 6 — в часы пик · 6 — в часы пик · <6> — в часы пик в пиковом направлении · <6> — в часы пик в пиковом направлении                     | Бликер-стрит      |

|  |

| <F> — в часы пик в пиковом направлении · <F> — в часы пик в пиковом направлении |

| F — в часы пик · F — в часы пик |

|  |
|  |
|  |

| <F> — в часы пик в пиковом направлении · <F> — в часы пик в пиковом направлении | на той же станции |
| J — круглосуточно · J — круглосуточно · M — круглосуточно, кроме ночи · M — круглосуточно, кроме ночи · Z — в часы пик в пиковом направлении · Z — в часы пик в пиковом направлении | Эссекс-стрит      |

| F — в часы пик · F — в часы пик | на той же станции |
| J — в часы пик · J — в часы пик · M — в часы пик · M — в часы пик · Z — в часы пик в пиковом направлении · Z — в часы пик в пиковом направлении | Эссекс-стрит      |

|  |

| <F> — в часы пик в пиковом направлении · <F> — в часы пик в пиковом направлении |

| F — в часы пик · F — в часы пик |

|  |

| <F> — в часы пик в пиковом направлении · <F> — в часы пик в пиковом направлении |

| F — в часы пик · F — в часы пик |

|  |
|  |
|  |

| A — круглосуточно · A — круглосуточно · C — круглосуточно, кроме ночи · C — круглосуточно, кроме ночи · <F> — в часы пик в пиковом направлении · <F> — в часы пик в пиковом направлении | на той же станции     |
| N — ночью · N — ночью · R — круглосуточно · R — круглосуточно · W — часть рейсов в часы пик в пиковом направлении · W — часть рейсов в часы пик в пиковом направлении                   | Джей-стрит — Метротек |

| A — в часы пик · A — в часы пик · C — в часы пик · C — в часы пик · F — в часы пик · F — в часы пик                                     | на той же станции     |
| R — в часы пик · R — в часы пик · W — часть рейсов в часы пик в пиковом направлении · W — часть рейсов в часы пик в пиковом направлении | Джей-стрит — Метротек |

|  |

| G — круглосуточно · G — круглосуточно |

|  |

| G — круглосуточно · G — круглосуточно |

|  |

| G — круглосуточно · G — круглосуточно |

|  |
|  |
|  |

| G — круглосуточно · G — круглосуточно | на той же станции |
| D — ночью · D — ночью · N — ночью · N — ночью · R — круглосуточно · R — круглосуточно · W — часть рейсов в часы пик в пиковом направлении · W — часть рейсов в часы пик в пиковом направлении | Девятая улица     |

|  |

| <F> — в часы пик в пиковом направлении · <F> — в часы пик в пиковом направлении · G — круглосуточно · G — круглосуточно |

| F — в часы пик · F — в часы пик · G — в часы пик · G — в часы пик |

|  |

| G — круглосуточно · G — круглосуточно |

|  |

| G — круглосуточно · G — круглосуточно |

|  |

| <F> — в часы пик в пиковом направлении · <F> — в часы пик в пиковом направлении · G — круглосуточно · G — круглосуточно |

| F — в часы пик · F — в часы пик · G — в часы пик · G — в часы пик |

|  |

| <F> — в часы пик в пиковом направлении · <F> — в часы пик в пиковом направлении |

| F — в часы пик · F — в часы пик |

|  |

| <F> — в часы пик в пиковом направлении · <F> — в часы пик в пиковом направлении |

| F — в часы пик · F — в часы пик |

|  |

| <F> — в часы пик в пиковом направлении · <F> — в часы пик в пиковом направлении |

| F — в часы пик · F — в часы пик |

|  |

| <F> — в часы пик в пиковом направлении · <F> — в часы пик в пиковом направлении |

| F — в часы пик · F — в часы пик |

|  |

| <F> — в часы пик в пиковом направлении · <F> — в часы пик в пиковом направлении |

| F — в часы пик · F — в часы пик |

|  |

| <F> — в часы пик в пиковом направлении · <F> — в часы пик в пиковом направлении |

| F — в часы пик · F — в часы пик |

|  |

| <F> — в часы пик в пиковом направлении · <F> — в часы пик в пиковом направлении |

| F — в часы пик · F — в часы пик |

|  |

| <F> — в часы пик в пиковом направлении · <F> — в часы пик в пиковом направлении |

| F — в часы пик · F — в часы пик |

|  |

| <F> — в часы пик в пиковом направлении · <F> — в часы пик в пиковом направлении |

| F — в часы пик · F — в часы пик |

|  |

| <F> — в часы пик в пиковом направлении · <F> — в часы пик в пиковом направлении |

| F — в часы пик · F — в часы пик |

|  |

| <F> — в часы пик в пиковом направлении · <F> — в часы пик в пиковом направлении · Q — круглосуточно · Q — круглосуточно |

| F — в часы пик · F — в часы пик · Q — в часы пик · Q — в часы пик |

|  |

| D — круглосуточно · D — круглосуточно · <F> — в часы пик в пиковом направлении · <F> — в часы пик в пиковом направлении · N — круглосуточно · N — круглосуточно · Q — круглосуточно · Q — круглосуточно |

| D — в часы пик · D — в часы пик · F — в часы пик · F — в часы пик · N — в часы пик · N — в часы пик · Q — в часы пик · Q — в часы пик |